# 마블힐 (맨해튼)

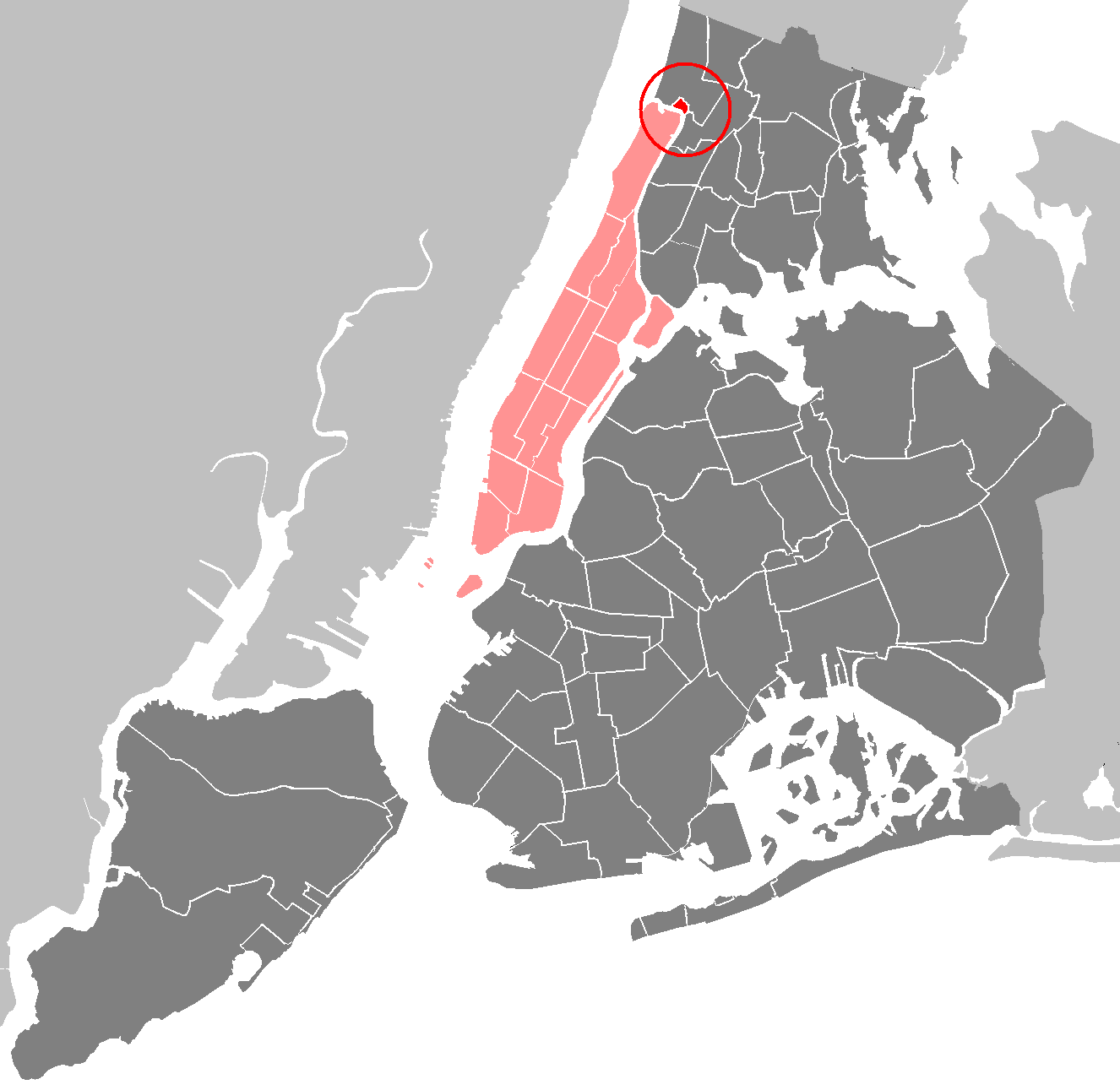
마블힐

마블힐(Marble Hill)은 뉴욕 맨해튼 북부에 있는 지역으로, 브롱스와 인접해 있다. 지리적으로는 맨해튼 섬이 아닌 대륙부, 즉 브롱스 지역이지만, 행정 구역상으로는 맨해튼에 포함된다.